# بعثة نيوفاوندلاند
بعثة نيوفندلاند هي سلسلة من المناورات وعمليات الإنزال البرمائية التي نفذتها الأساطيل الفرنسية والإسبانية مجتمعة خلال الحروب الثورية الفرنسية في سواحل نيوفاوندلاند ولابرادور وسانت بيير وميكلون. أبحرت هذه البعثة، التي تتألف من سبع سفن وثلاثة فرقاطات بموجب أوامر الأدميرال ريتشيري، من قادس في أغسطس 1796 برفقة اسطول اسباني يفوقها قوة، بقيادة الجنرال سولانو، والذي كان هدفه مرافقة البعثة إلى ساحل نيوفندلاند.
في 28 أغسطس 1796، ظهر الأسطول الفرنسي الإسباني المشترك والمكون من 20 سفينة قبالة ساحل نيوفندلاند، حاملًا معه قوات تألفت من 1,500 فرد. ذكرت الروايات المبكرة لهذه الأحداث في نيوفندلاند أن إنجلترا استنفرت استنفارًا كبيرًا، وانتشرت الأنباء حول هبوط 1,500 من الفرنسيين بالفعل في خليج بولز و2,000 على شاطئ البرتغال في خليج كونيكونغ، حيث تحركوا باتجاه مدينة سانت جونز. دافعت العديد من التحصينات والمدافع عن ميناء سانت جونز، كحصن أمهيرست ومدفعية تشين روك وحصن فريدريك وحصن النجم الكبير المعروف باسم حصن تاونشيند. في مطلع سبتمبر، أنشأت المدفعية الملكية معسكر آتوب سيغنال هيل في منطقة الحامية المحلية في سانت جونز، فوج نيوفندلاند الملكي، وذلك بمساعدة متطوعي نيوفندلاند الملكية والعديد من الرجال القادرين على العمل. زُرعت القنابل عبر الميناء، وجرى إعداد ثلاث سفن إطفاء. بعد أن رأى الأدميرال الفرنسي جوزيف دي ريتشيري هذه القوة، قرر عدم الهبوط فيها عقب تجواله حولها لعدة أيام، واختار بدلًا من ذلك الهبوط في خليج بولز، الذي يبعد 18 ميلًا جنوب سانت جونز، في 4 سبتمبر.
في 4 سبتمبر، دخلت البعثة بلدة باي بولز، ونظرًا لعدم وجود قوة كافية لحماية نيوفندلاند، جرى اجتياح البلدة بالنيران والدمار، ولحق ضرر كبير بمصائد الأسماك وبعد أخذ عشرات السجناء البريطانيين، أبحر الأسطول المشترك نحو سانت بيير وميكلون، اللتان خضعتا لسيطرة البريطانيين في ذلك الوقت، وبقي الأسطول بالقرب من الجزر لمدة أسبوعين، وجرفته المياه واستعد لرحلة العودة إلى فرنسا وإسبانيا. دمرت البعثة المشتركة ما يتجاوز 100 سفينة صيد من أسطول نيوفندلاند وأحرقت محطات الصيد على طول ساحل نيوفندلاند، بما في ذلك قاعدة الحامية الإنجليزية في خليج بلاسينتيا.

## خلفية
في 19 أغسطس، جرى التوقيع على معاهدة تحالف، هجومية ودفاعية، بين فرنسا وإسبانيا في سان إيلديفونسو، وكان من المقرر أن توفر إسبانيا أسطولًا على أتم الاستعداد لمساعدة الفرنسيين. جرى توثيق المعاهدة في باريس بتاريخ 12 سبتمبر، وفي 5 أكتوبر، أصدرت إسبانيا إعلان الحرب ضد بريطانيا العظمى من مدريد. أبحر الأسطول، بقيادة دون خوان دي لانغارا، من قادس. أُرسلت عشرة سفن شراعية تابعة للأسطول تحت إمرة الأدميرال سولانو للانضمام إلى قوة فرنسية تتألف من سبعة سفن شراعية وثلاثة فرقاطات بقيادة الأدميرال الفرنسي ريتشيري في حملة ضد مستوطنة نيوفندلاند البريطانية.
في أغسطس 1796، انتشرت أنباء تفيد بتمكن الأدميرال ريتشيري من تخطي مناوبة الأدميرال روبرت مان من كاديس، واتجاهه نحو نيوفندلاند مع سبعة سفن شراعية وعدد من الفرقاطات، ما أثار فزع كندا ونوفا سكوشا. في سبيل مواجهة هذه القوة، كان بإمكان نائب الأدميرال والاس في سانت جونز أن يعارضها بسفن رومني القديمة فقط والمؤلفة من 50 بندقية. انفصل الكابتن تايلور، قائد سفينة أندروميدا، والمؤلفة من اثنين وثلاثين مدفعًا، عن منطقة غراند بانكس بموجب أوامر تلقاها والتي حتمت عليه السفر إلى هناك لحماية التجارة البحرية. في 3 سبتمبر، تحدث مع أحد أرباب السفن، وأبلغه الربان أنه رصد أسطولًا للعدو على الساحل يتألف من عدة سفن شراعية وفرقاطات. ساهمت التقارير اللاحقة التي أبلغت عن عمليات الهبوط الفرنسية في خليج كونيكون في زيادة التوتر في المنطقة البرية.